# 吉尔伯特 (南卡罗来纳州)
吉尔伯特（英文：Gilbert），是美国南卡罗来纳州下属的一座城市。城市类型是“Town”。其面积大约为2.77平方英里（7.18平方公里）。根据2010年美国人口普查，该市有人口565人，人口密度约为每平方 英里203.82人（约合每平方公里78.7人）。